# (246842) Dutchstapelbroek
(246842) Dutchstapelbroek est un astéroïde de la ceinture principale.

## Description
(246842) Dutchstapelbroek est un astéroïde de la ceinture principale. Il fut découvert le 2 mars 2010 aux États-Unis par le programme WISE. Il présente une orbite caractérisée par un demi-grand axe de 2,56 UA, une excentricité de 0,14 et une inclinaison de 15,4° par rapport à l'écliptique.

## Compléments